# Grote suikereekhoorn
De grote of geelbuiksuikereekhoorn (Petaurus australis) is een zoogdier uit de familie van de buideleekhoorns (Petauridae). De wetenschappelijke naam van de soort werd voor het eerst geldig gepubliceerd door George Shaw in 1791.

## Kenmerken
Net als andere suikereekhoorns is deze soort een eekhoornachtig buideldier dat in staat is tot zweven. De bovenkant van het lichaam is grijs, de onderkant geelachtig. De ledematen en de achterste helft van de staart zijn zwart. De staart is lang en harig. De kop-romplengte bedraagt 270 tot 320 mm, de staartlengte 430 tot 480 mm, de oorlengte 52 tot 63 mm en het gewicht 450 tot 700 g.

## Leefwijze
De grote suikereekhoorn is een sociale soort; het dier leeft in groepen, waarvan de leden communiceren door te roepen. Hij eet insecten en plantaardig voedsel (onder andere nectar, stuifmeel). Het dier komt aan eucalyptussap door met de voortanden een karakteristieke indruk te maken in de bast van de boom.

## Verspreiding
Deze soort komt voor langs de oostkust van Australië van Mackay (Queensland) tot Melbourne (Victoria), met geïsoleerde populaties tussen Mount Windsor en Cardwell in Noordoost-Queensland, in de Otway Range en in het zuidwesten van Victoria.

## Ondersoorten
De grote suikereekhoorn heeft de volgende ondersoorten:
- Petaurus australis australis Shaw, 1791 – komt voor langs de oostkust van Australië van Mackay (Queensland) tot Melbourne (Victoria).
- Petaurus australis reginae Thomas, 1923 – komt tussen Mount Windsor en Cardwell in Noordoost-Queensland.